# Star Trek: Discovery
Star Trek: Discovery este un  serial TV science fiction ce se desfășoară în universul Star Trek creat de Gene Roddenberry. Serialul este creat de  Bryan Fuller și Alex Kurtzman pentru CBS All Access. Este primul serial dezvoltat special pentru acest serviciu și primul serial Star Trek după Star Trek: Enterprise care a fost finalizat în 2005. Pe fundalul războiului rece dintre Federația Unită a Planetelor și klingonieni serialul prezintă echipajul navei spațiale USS Discovery și misiunile sale. Are loc cu un deceniu înainte de evenimentele din Star Trek: Seria originală, separat față de cronologia din noua serie de filme care este produsă începând cu 2009. La sfârșitul celui de-al doilea sezon, Discovery călătorește în secolul 32, care este decorul pentru sezoanele următoare.
Premiera sezonului a avut loc  24 septembrie 2017, când au fost difuzate pe CBS două episoade.

## Distribuție

### Personaje principale
- Sonequa Martin-Green în rolul lui Michael Burnham, secund pe USS Shenzhou⁠(en)[traduceți];
- Doug Jones în rolul lui Saru, ofițer științific, secund și locotenent pe Discovery;
- Shazad Latif în rolul lui Ash Tyler, locotenent și fost prizonier de război;
- Anthony Rapp în rolul lui Paul Stamets, ofițer științific specialist în astromicologie (studiul fungilor în spațiu);
- Mary Wiseman în rolul Sylviei Tilly, cadetă în ultimul an la Academia Flotei Stelare, la post pe Discovery;
- Jason Isaacs în rolul lui Gabriel Lorca, căpitanul navei Discovery.

### Personaje secundare
- Michelle Yeoh ca  Philippa Georgiou, căpitanul navei Shenzhou
- Mary Chieffo ca  L'Rell: Battle Deck Commander of the Klingon ship
- James Frain ca Sarek astrofizician de pe planeta Vulcan
- Chris Obi ca  T'Kuvma,  leader of an ancient Klingon
- Terry Serpico ca Anderson: A Starfleet admiral.
- Sam Vartholomeos ca Danby Connor, junior officer in Starfleet Academy, assigned to the Shenzhou.
- Kenneth Mitchell - Kol, Commanding Officer of the Klingons
- Rainn Wilson ca  Harry Mudd, a charismatic con-man.
- Rekha Sharma Landry, Security Officer for the Discovery
- Wilson Cruz Hugh Culber, Medical Officer of the Discovery.